# 1973-as Formula–1 osztrák nagydíj
Az 1973-as Formula–1 világbajnokság tizenkettedik futama az osztrák nagydíj volt.

## Futam

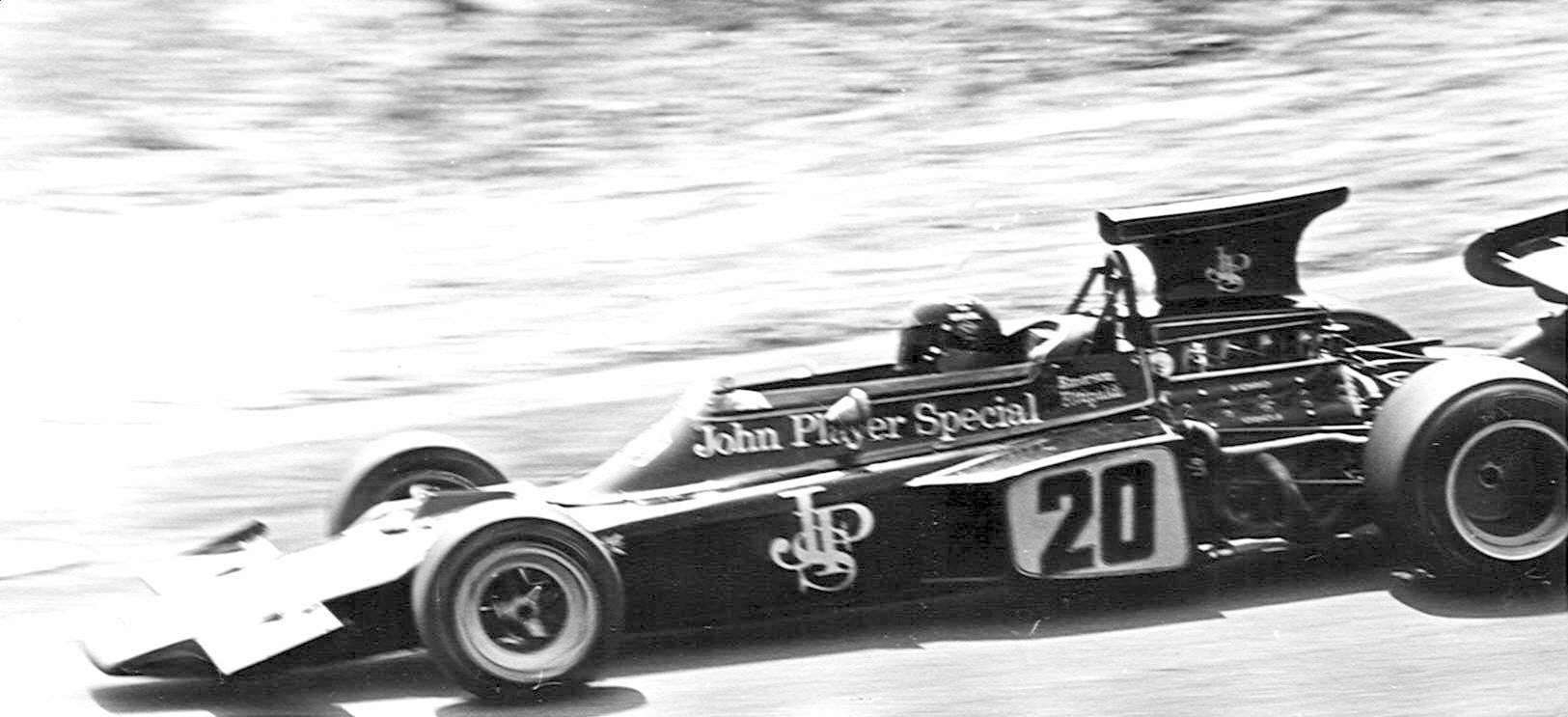
Emerson Fittipaldi

| Helyezés | #  | Versenyző            | Csapat/Motor      | Futott körök | Idő/Kiesés oka     | Rajthely | Pontszám |
| -------- | -- | -------------------- | ----------------- | ------------ | ------------------ | -------- | -------- |
| 1        | 2  | Ronnie Peterson      | Lotus-Ford        | 54           | 1:28:49,2          | 2        | 9        |
| 2        | 5  | Jackie Stewart       | Tyrrell-Ford      | 54           | 9,01               | 7        | 6        |
| 3        | 24 | Carlos Pace          | Surtees-Ford      | 54           | 46,64              | 8        | 4        |
| 4        | 10 | Carlos Reutemann     | Brabham-Ford      | 54           | 47,91              | 5        | 3        |
| 5        | 20 | Jean-Pierre Beltoise | BRM               | 54           | + 1:21,30          | 13       | 2        |
| 6        | 19 | Clay Regazzoni       | BRM               | 54           | + 1:38,40          | 14       | 1        |
| 7        | 4  | Arturo Merzario      | Ferrari           | 53           | +1 kör             | 6        |          |
| 8        | 7  | Denny Hulme          | McLaren-Ford      | 53           | +1 kör             | 3        |          |
| 9        | 26 | Gijs van Lennep      | Iso Marlboro-Ford | 52           | +2 kör             | 23       |          |
| 10       | 23 | Mike Hailwood        | Surtees-Ford      | 49           | +5 kör             | 15       |          |
| Kiesett  | 1  | Emerson Fittipaldi   | Lotus-Ford        | 48           | Üzemanyagrendszer  | 1        |          |
| HN       | 25 | Howden Ganley        | Iso Marlboro-Ford | 44           | Helyezés nélkül    | 21       |          |
| Kiesett  | 18 | Jean-Pierre Jarier   | March-Ford        | 37           | Motorhiba          | 12       |          |
| Kiesett  | 28 | Rikky von Opel       | Ensign-Ford       | 34           | Üzemanyagrendszer  | 19       |          |
| Kiesett  | 11 | Wilson Fittipaldi    | Brabham-Ford      | 31           | Üzemanyagrendszer  | 16       |          |
| Kiesett  | 12 | Graham Hill          | Shadow-Ford       | 28           | Felfüggesztés      | 22       |          |
| Kiesett  | 16 | George Follmer       | Shadow-Ford       | 23           | Differenciálmű     | 20       |          |
| Kiesett  | 9  | Rolf Stommelen       | Brabham-Ford      | 21           | Kerék              | 17       |          |
| Kiesett  | 17 | Jackie Oliver        | Shadow-Ford       | 9            | Üzemanyag rendszer | 18       |          |
| Kiesett  | 6  | François Cevert      | Tyrrell-Ford      | 6            | Felfüggesztés      | 10       |          |
| Kiesett  | 27 | James Hunt           | March-Ford        | 3            | Befecskendezés     | 9        |          |
| Kiesett  | 8  | Peter Revson         | McLaren-Ford      | 0            | Kuplung            | 4        |          |
| Kiesett  | 15 | Mike Beuttler        | March-Ford        | 0            | Ütközés            | 11       |          |

## Statisztikák
Vezető helyen:
- Ronnie Peterson: 22 (1-16 / 49-54)
- Emerson Fittipaldi: 32 (17-48)

Ronnie Peterson 2. győzelme, Emerson Fittipaldi 4. pole-pozíciója, Carlos Pace 2. leggyorsabb köre.
- Lotus 52. győzelme.